# Spring in Prague
Spring in Prague je hudební album jazzového pianisty Mala Waldrona. Album bylo natočeno v roce 1990 v Mnichově a vydáno pod japonskou značkou Alfa Jazz.

## Skladby
Autorem všech skladeb je Mal Waldron s výjimkami uvedenými
1. "Revolution" – 6:05
2. "East of the Sun" – 7:57
3. "Let us Live - dedicated to East-Germany" – 6:12
4. "Spring in Prague" – 7:00
5. "On a Clear Day" – 6:42
6. "Spring is Here" (Lorenz Hart, Richard Rodgers) – 5:35
7. "We Demand" – 10:07

- Natočeno v Mnichově, NSR 19. a 20. února 1990

## Obsazení
- Mal Waldron — klavír
- Paulo Cardoso — kontrabas
- John Betsch — bicí